# مدرسة APU الدولية
مدرسة APU الدولية هي مدرسة دولية خاصة تقع في مدينة هو تشي منه، فيتنام.

## الروابط الخارجية
1. ↑  "SAT College Board 65382". College Board. College Board. مؤرشف من الأصل في 2011-07-16. اطلع عليه بتاريخ 2011-07-02.

- Official Website